# 昭乌达路街道
昭乌达路街道是中华人民共和国内蒙古自治区呼和浩特市赛罕区下辖的一个街道办事处。

## 行政区划
昭乌达路街道下辖以下村级行政区划单位：
大台什路社区、东风社区、双树社区、金桥社区、水东社区、税苑社区、东瓦窑村、桥靠村、双树村、大台什村、小台什村、后巧报村、前巧报村、帅家营村、东黑河村、西喇嘛营村、正喇嘛营村、东喇嘛营村和保全庄村。